# Terminale scientifique
Pour des articles plus généraux, voir Baccalauréat scientifique et Classe de terminale française.
En France, la classe de terminale scientifique (ou terminale S) est de 1996 à 2020 la troisième et dernière année du lycée, lorsque l'élève choisit le baccalauréat scientifique. Elle fait suite à la première scientifique.
C'est l'une des trois anciennes séries de la classe de terminale générale, avec la terminale littéraire et la terminale économique et sociale. En 2020, les séries générales sont supprimées du fait de la réforme du baccalauréat général et technologique et réforme du lycée.

## Généralités

La terminale scientifique dans les études secondaires en France.

La classe de terminale scientifique est accessible après la première scientifique. À la fin de l'année, les élèves passent les épreuves du baccalauréat.
Depuis la réforme de 2010, la série scientifique a cessé de regrouper les « bons élèves » uniquement. En effet, elle a été réorganisée pour attirer les élèves réellement motivés par les sciences.
À l'issue du baccalauréat, les élèves peuvent obtenir leur examen avec trois types de mention.
Les mentions sont attribués en fonction de la note moyenne obtenue au baccalauréat (toutes les notes sont sur une base chiffrée de vingt points). Il est nécessaire d'obtenir au moins 10/20 pour valider le diplôme.
| Note        | Mention        |
| ----------- | -------------- |
| 10 ≤ n < 12 | N/A (passable) |
| 12 ≤ n < 14 | Assez bien     |
| 14 ≤ n < 16 | Bien           |
| n ≥ 16      | Très bien      |

## De 2012 à 2020

### Matières enseignées
Avec la réforme du lycée, qui s’applique à la rentrée 2012 pour la classe de terminale, la grille horaire se présente de la manière suivante :

#### Enseignements communs aux trois séries générales
| Enseignement                   | Horaire hebdomadaire de l’élève |
| ------------------------------ | ------------------------------- |
| Langue vivante 1               | 2                               |
| Langue vivante 2               | 2                               |
| Éducation physique et sportive | 2                               |
| Enseignement moral et civique  | 0,5                             |
| Vie de classe                  | 10 h annuelles                  |
| Accompagnement Personnalisé    | 2                               |
| Histoire-Géographie            | 2,5                             |

#### Enseignements spécifiques à la série S
| Enseignement                                    | Horaire hebdomadaire de l’élève |
| ----------------------------------------------- | ------------------------------- |
| Mathématiques                                   | 6                               |
| Physique-chimie                                 | 5                               |
| Sciences de la vie et de la Terre               | 3,5                             |
| ou Sciences de l'ingénieur                      | 8                               |
| ou Biologie, agronomie et développement durable | 5,5                             |
| Philosophie                                     | 3                               |

#### Enseignements de spécialité
Chaque élève de terminale suit un enseignement dit de spécialité, cette spécialité étant toutefois facultative pour les élèves ayant suivi l'enseignement de sciences de l'ingénieur (SI) en classe de première.
| Enseignement                             | Horaire hebdomadaire de l’élève |
| ---------------------------------------- | ------------------------------- |
| Mathématiques                            | 2                               |
| ou Physique-chimie                       | 2                               |
| ou Sciences de la Vie et de la Terre     | 2                               |
| ou Informatique et sciences du numérique | 2                               |
| ou Territoire et citoyenneté             | 2                               |

#### Enseignement facultatif
Les élèves peuvent choisir une ou deux options facultatives supplémentaires parmi :
| Enseignement                                              | Horaire hebdomadaire de l’élève |
| --------------------------------------------------------- | ------------------------------- |
| Atelier artistique                                        | 2                               |
| Langue vivante 3                                          | 3                               |
| Langues et cultures de l'Antiquité (Latin ou Grec ancien) | 3                               |
| Arts                                                      | 3                               |
| Éducation physique et sportive                            | 3                               |
| Hippologie et équitation                                  | 3                               |
| Pratiques sociales et culturelles                         | 3                               |
| Pratiques professionnelles                                | 3                               |

## De 1996 à 2012

### Matières enseignées
Les grilles horaires pour l’année 2009-2010 (avant la réforme du lycée) étaient les suivantes :

#### Enseignements obligatoires
Le programme est composé d’un tronc commun comportant les matières suivantes :
| Enseignement                            | Horaire hebdomadaire de l’élève, |
| --------------------------------------- | -------------------------------- |
| Mathématiques                           | 7                                |
| Physique-chimie                         | 5                                |
| Sciences de la vie et de la terre       | 3,5                              |
| ou Sciences de l’ingénieur              | 8                                |
| ou Biologie-écologie                    | 5                                |
| Philosophie                             | 3                                |
| Histoire-géographie                     | 3,5                              |
| Langue vivante 1                        | 2                                |
| Langue vivante 2,                       | 2                                |
| Éducation physique et sportive          | 2                                |
| Éducation civique, juridique et sociale | 0,5                              |

#### Enseignement de spécialité
L’élève doit choisir un enseignement parmi :
| Enseignement                          | Horaire hebdomadaire de l’élève, |
| ------------------------------------- | -------------------------------- |
| Mathématiques                         | 2                                |
| Physique-chimie                       | 2                                |
| Sciences de la vie et de la terre     | 2                                |
| Informatique et sciences du numérique | 2                                |
| Agronomie-Territoire-Citoyenneté      | 3,5                              |

L’enseignement de spécialité est falcultatif pour les élèves ayant choisi Sciences de l’ingénieur.
À ces matières s’ajoutent, théoriquement :
- 10 heures annuelles de vie de classe (heures pour le professeur principal) ;
- 72 heures annuelles d’atelier d'expression artistique[N 8] ;
- 72 heures annuelles de Pratiques sociales et culturelles[N 9].

#### Option facultative
Les élèves peuvent choisir une ou deux option(s) facultative(s) supplémentaire(s) parmi :
| Enseignement                   | Horaire hebdomadaire de l’élève |
| ------------------------------ | ------------------------------- |
| Latin                          | 3                               |
| Grec ancien                    | 3                               |
| Langue vivante 3,              | 3                               |
| Éducation physique et sportive | 3                               |
| Arts                           | 3                               |
| Hippologie et équitation       | 3                               |

## Historique
C'est en 1852 qu'a été instaurée une bifurcation des études secondaires avec l'instauration de deux divisions, lettres et sciences. Les baccalauréat ès sciences et baccalauréat ès lettres sont indépendants. Mais en 1864, la bifurcation est supprimée, bien que la distinction entre baccalauréat ès lettres ou ès sciences ne soit supprimée qu'en 1890. Ainsi Charles-Ange Laisant déclare-t-il, en 1903, qu'il ne comprend même pas que l'on puisse opposer l'éducation littéraire à l'éducation scientifique, les deux étant inséparables pour l'humanité. En 1923, la réforme va plus loin avec l'instauration d'une égalité scientifique, chaque élève recevant le même enseignement scientifique de la sixième à la première incluse. Entre 1924 et 1928, le même enseignement secondaire est instauré pour les filles et pour les garçons.
En 1945, la spécialisation en classe de Terminale est rétablie. il y a alors trois classes : philosophie, sciences expérimentales et mathématiques (dite « Mathématiques élémentaires », abrégé en « Math-élém », ancêtre de la Terminale C créée en 1968).
L'attrait pour les sections scientifiques a été variable : ainsi, en 1966, on s'inquiétait de la désaffection des sections scientifiques du lycée se prolongeant dans les facultés, tandis que par la suite le Bac C a souvent été considéré comme la filière de sélection des élites, choisie par des élèves brillants, même s'ils n'ont guère d'attrait pour les sciences. En 1989, Jack Lang, ministre de l'éducation nationale, fait voter une loi d'orientation prévoyant la fusion des sections scientifiques du bac afin de casser cette domination. En 1993, François Bayrou, ministre de l'éducation, mettra en œuvre cette fusion entre les classes de Terminale C (prédominance mathématiques-physique-chimie), Terminale D (prédominance biologie) et Terminale E (mathématiques-physique-technologie), pour former la classe de Terminale scientifique telle qu'on la connaît actuellement.